# Чемпіонат України з хокею серед жінок
Чемпіонат України з хокею серед жінок — щорічні хокейні змагання серед жінок в Україні. Організацією чемпіонату опікується Федерація хокею України. 

## Історія
Перший чемпіонат України з хокею серед жінок стартував 18 листопада 2016 року в Києві.
У дебютному чемпіонаті брали участь п'ять клубів: «Королеви Дніпра» (Дніпро), «Пантери» (Харків), «Україночка» (Київ), «Дніпровські Білки» (Дніпро) та «Лавина» (Кременчук).
Авторкою першої шайби в історії хокейних жіночих чемпіонатів України стала нападниця ЖХК «Україночка» — Юлія Добровольська.
Проведення чемпіонату України з хокею серед жінок сезону 2019 – 2020 років достроково завершили через Covid-19, а проведення чемпіонату сезону 2021 – 2022 років через  російську агресію. Виконавчий комітет Федерації хокею визначав в обох випадках переможниць та призерок за підсумками проведених турів.

## Призери чемпіонатів України
| Сезон     | Чемпіон                                         | Срібний призер                                  | Бронзовий призер                                |
| 2016—2017 | ЖХК «Королеви Дніпра» (Дніпро)                  | ЖХК «Україночка» (Київ)                         | ЖХК «Пантери» (Харків)                          |
| 2017—2018 | ЖХК «Пантери» (Харків)                          | ЖХК «Королеви Дніпра» (Дніпро)                  | ЖХК «Україночка» (Київ)                         |
| 2018—2019 | ЖХК «Україночка» (Київ)                         | ЖХК «Пантери» (Харків)                          | ЖХК «Автомобіліст» (Київ)                       |
| 2019—2020 | ЖХК «Королеви Дніпра» (Дніпро)                  | ЖХК «Пантери» (Харків)                          | ЖХК «Україночка» (Київ)                         |
| 2020—2021 | ЖХК «Пантери» (Харків)                          | ЖХК «Україночка» (Київ)                         | ЖХК «Дніпровські Білки» (Дніпро)                |
| 2021—2022 | ЖХК «Пантери» (Харків)                          | ЖХК «Україночка» (Київ)                         | ЖХК «Королеви Дніпра» (Дніпро)                  |
| 2022—2023 | Через російську агресію чемпіонат не проводився | Через російську агресію чемпіонат не проводився | Через російську агресію чемпіонат не проводився |
| 2023—2024 | ЖХК «Пантери» (Харків)                          | ЖХК «Кепіталз» (Київ)                           | ЖХК «Сестри Кракен» (Одеса)                     |
| 2024—2025 | ЖХК «Кепіталз» (Київ)                           | ЖХК «Пантери» (Харків)                          | ЖХК «Сестри Кракен» (Одеса)                     |

## Клуби, що ставали чемпіонами та призерами
Чемпіонками України з хокею серед жінок ставали чотири клуби.
| Місце | Команда             | Призові місця | Призові місця | Призові місця | Чемпіонські сезони     |
| Місце | Команда             | I             | II            | III           | Чемпіонські сезони     |
| ----- | ------------------- | ------------- | ------------- | ------------- | ---------------------- |
| 1     | «Пантери»           | 4             | 3             | 1             | 2018, 2021, 2022, 2024 |
| 2     | «Королеви Дніпра»   | 2             | 1             | 1             | 2017, 2020             |
| 3     | «Україночка»        | 1             | 3             | 2             | 2019                   |
| 4     | «Київ Кепіталз»     | 1             | 1             | 0             | 2025                   |
| 5     | «Сестри Кракен»     | 0             | 0             | 2             |                        |
| 6     | «Автомобіліст»      | 0             | 0             | 1             |                        |
| 7     | «Дніпровські Білки» | 0             | 0             | 1             |                        |